# Goniolimon caucasicum
Goniolimon caucasicum är en triftväxtart som beskrevs av Michail Klokov. Goniolimon caucasicum ingår i släktet Goniolimon och familjen triftväxter. Inga underarter finns listade i Catalogue of Life.